# Peter Cattaneo
Peter Joseph Cattaneo (n. 1 de julio de 1964) es un director de cine británico. Ha recibido dos nominaciones a los Premios Óscar, en 1991 y en 1998. Una de sus nominaciones fue como mejor director por The Full Monty, de 1997, su trabajo más exitoso.

## Vida y carrera
Cattaneo nació y se crio en Twickenham, Londres, Inglaterra. Su padre era un animador londinense de ascendencia italiana. Después de asistir al instituto Leeds Polytechnic para un curso de arte, y luego de graduarse del Royal College of Art en 1989, fue nominado al Óscar al mejor cortometraje de acción en vivo por Dear Rosie en 1990. Su debut en la pantalla grande llegó con la comedia The Full Monty (1997), la cual fue un éxito rotundo tanto en el Reino Unido como internacionalmente. La película recaudó £160,049,344 libras en la taquilla bajo un presupuesto de £3 millones de libras y fue nominada al Óscar a la mejor película, al mejor director y a la mejor banda sonora, ganando este último.
Cattaneo ha dirigido además los largometrajes Opal Dream, de 2006, y The Rocker, de 2008, y también fue el encargado de dirigir todos los episodios de la multipremiada serie británica Rev., emitida por la cadena BBC Two entre 2010 y 2014. En 1998 le fue otorgado el título de la Orden del Imperio Británico.

## Filmografía como director
- Rev. (2010-2014) (serie televisiva)
- The Rocker (2008)
- Opal Dream (2005)
- Lucky Break (2001)
- The Full Monty (1997)
- Loved Up (1995) (TV)
- Teenage Health Freak (1991) (serie)
- Say Hello to the Real Dr. Snide (1992) (TV)
- The Full Wax (1991) (serie)
- Dear Rosie (1990)

## Premios y reconocimientos
Premios Óscar
| Año  | Categoría          | Película       | Resultado |
| ---- | ------------------ | -------------- | --------- |
| 1991 | Mejor cortometraje | Dear Rosie     | Nominado  |
| 1998 | Mejor director     | The Full Monty | Nominado  |